# ایستگاه المسیله
ایستگاه المسیله ایستگاهی در خط سبز متروی دوحه است. این ایستگاه که به مناطق مرزی بین دوحه و الریان، به ویژه المسیله، السد، الهتمی جدید و لبدیع خدمات‌رسانی می‌کند، در جادهٔ الریان در السد، آن‌سوی خیابان روبروی مرز السد با المسیله واقع شده‌است.
این ایستگاه در حال حاضر دارای دو مترولینک است. امکانات موجود در محل شامل سرویس بهداشتی و نمازخانه است.

## تاریخچه
این ایستگاه در ۱۰ دسامبر ۲۰۱۹ به‌همراه سایر ایستگاه‌های خط سبز (که با نام خط آموزش نیز شناخته می‌شود) به روی عموم باز شد.

## مترولینک‌ها
ایستگاه المسیله دارای دو مترولینک است. مترولینک شبکهٔ اتوبوس رایگان متروی دوحه است که به این ایستگاه خدمات‌رسانی می‌کند:
- ام۲۰۸ که به مدینه خلیفه جنوبی خدمات می‌دهد.
- ام۲۰۹ که به الهتمی جدید و فریج بن عمران خدمات می‌دهد.

## طرح‌بندی ایستگاه
| همکف | سطح خیابان                                      | خروجی/ورودی            | خروجی/ورودی            |
| -۱   | مزانین                                          | کنترل کرایه، فروش بلیط | کنترل کرایه، فروش بلیط |
| -۲   | خدمات عمومی                                     | مغازه‌ها                | مغازه‌ها                |
| -۳   | به غرب                                          | M2 به سمت الرفاع       |                        |
| -۳   | سکوی جزیره‌ای، درها به سمت چپ یا راست باز می‌شوند |                        |                        |
| -۳   | به شرق                                          | M2 به سمت المنصوره     |                        |

## خدمات حمل و نقل
اتوبوس‌های خطوط ۴۰، ۴۱، ۴۲، ۴۳، ۴۵، ۱۰۴ و ۱۰۴آ به این ایستگاه خدمات‌رسانی می‌کنند.